# Neoperkinsiella
Neoperkinsiella är ett släkte av insekter. Neoperkinsiella ingår i familjen sporrstritar.
Kladogram enligt Catalogue of Life:
| Neoperkinsiella | \| \| Neoperkinsiella guaduae \| \| \| \| \| \| Neoperkinsiella williamsi \| \| \| \| |
|                 | \| \| Neoperkinsiella guaduae \| \| \| \| \| \| Neoperkinsiella williamsi \| \| \| \| |
|                 | Neoperkinsiella guaduae                                                               |
|                 |                                                                                       |
|                 | Neoperkinsiella williamsi                                                             |
|                 |                                                                                       |